# Сугремаро (Парма)
Сугремаро је насеље у Италији у округу Парма, региону Емилија-Ромања.
Према процени из 2011. у насељу је живело 377 становника. Насеље се налази на надморској висини од 464 м.